# Liste der Kulturdenkmale in Petersberg (Saalekreis)
In der Liste der Kulturdenkmale in Petersberg sind alle Kulturdenkmale der Gemeinde Petersberg in Sachsen-Anhalt und ihrer Ortsteile aufgelistet. Grundlage ist das Denkmalverzeichnis des Landes Sachsen-Anhalt, das auf Basis des Denkmalschutzgesetzes des Landes Sachsen-Anhalt vom 21. Oktober 1991 durch das Landesamt für Denkmalpflege und Archäologie Sachsen-Anhalt erstellt und seither laufend ergänzt wurde (Stand: 31. Dezember 2023).
Diese Liste ist eine Teilliste der Liste der Kulturdenkmale im Saalekreis.

## Kulturdenkmale nach Ortsteilen

### Petersberg
| Lage                                                            | Bezeichnung                | Beschreibung | Erfassungs- nummer | Ausweisungsart               | Bild                |
| --------------------------------------------------------------- | -------------------------- | --- | ------------------ | ---------------------------- | ------------------- |
| auf dem Petersberg, südöstlich der Stiftsgebäude (Karte)        | Aussichtsturm Bismarckturm | | 094 55298          | Baudenkmal                   | Weitere Bilder      |
| (Karte)                                                         | Friedhof Petersberg        | Friedhof An der Nordseite der Stiftskirche gelegener Friedhof mit anspruchsvollen Grabmälern vorwiegend des 19. Jahrhunderts                          | 094 55295          | Baudenkmal                   | Friedhof Petersberg |
| (Karte)                                                         | Augustiner-Chorherrenstift | Kloster Petersberg | 094 55311          | Baudenkmal                   | Weitere Bilder      |
| Am Berge 17                                                     | Kapelle                    | Kapelle | 094 55311 100      | Teilobjekt eines Baudenkmals | Kapelle             |
| Am Berge 18                                                     | Kirche                     | Kirche | 094 55311 200      | Teilobjekt eines Baudenkmals | Kirche              |
| Am Berge 11                                                     | Pfarrhaus                  | Pfarrhaus | 094 55311 300      | Teilobjekt eines Baudenkmals | Pfarrhaus           |
| Am Berge 21                                                     | Hospiz                     | Hospiz | 094 55311 400      | Teilobjekt eines Baudenkmals | Hospiz              |
| Alte Hallesche Straße 18 (Karte)                                | Pavillon                   | Pavillon 2021 als Denkmal ausgewiesen | 094 18788          | Baudenkmal                   | Pavillon            |
| Alte Hallesche Straße 28 (alt: Hallesche Straße 20) (Karte)     | Museum Petersberg          | ehemaliges Forstamt, seit 1986 als Museum genutzt | 094 55313          | Baudenkmal                   | Weitere Bilder      |
| Am Berge 3, 4, 5, 6, 7, 8, 9 (Karte)                            | Domäne                     | Wirtschaftshof des Klosters Petersberg, 1726 von der Kuppe an den Fuß des Berges verlagert, Bauten zumeist aus der ersten Hälfte des 18. Jahrhunderts | 094 55296          | Baudenkmal                   | Domäne              |
| Am Berge 17, nördlich der Stiftskirche auf dem Friedhof (Karte) | Alte Kapelle               | Ruine einer Kapelle, auch als Capella vetus bezeichnet, 2017 als Denkmal ausgewiesen                                                                  | 094 55297          | Baudenkmal                   | Alte Kapelle        |
| Bergweg (Karte)                                                 | Kirche                     | Stiftskirche St. Peter, zum Kloster Petersberg gehörig                                                                                                | 094 77086          | Baudenkmal                   | Weitere Bilder      |
| Bergweg 11 (Karte)                                              | Pfarrhaus                  | zweigeschossiges Pfarrhaus aus der ersten Hälfte des 18. Jahrhunderts                                                                                 | 094 55312          | Baudenkmal                   | Pfarrhaus           |

### Beidersee
| Lage                                                                                       | Bezeichnung          | Beschreibung                                                | Erfassungs- nummer | Ausweisungsart | Bild           |
| ------------------------------------------------------------------------------------------ | -------------------- | ----------------------------------------------------------- | ------------------ | -------------- | -------------- |
| B 6 (alter Verlauf) 2, 3 Beiderseer Berg (Karte)                                           | Chausseehaus Sylbitz | Chausseehaus Chausseehaus am alten Verlauf der Bundesstraße | 094 97859          | Baudenkmal     | Weitere Bilder |
| Bundesstraße 6 B6, alter Verlauf: ca. 100 m nördlich des Chausseehauses, im Graben (Karte) | Meilenstein          | Distanzstein                                                | 094 98372          | Kleindenkmal   | Weitere Bilder |

### Brachstedt
| Lage                                                                          | Bezeichnung               | Beschreibung                                                                                          | Erfassungs- nummer | Ausweisungsart | Bild                      |
| ----------------------------------------------------------------------------- | ------------------------- | --- | ------------------ | -------------- | ------------------------- |
| nördlich des Ortes (Karte)                                                    | Denkmal                   | Obelisk auf einer Anhöhe nördlich des Dorfes, Denkmal für die gefallenen Soldaten des 1. Weltkrieges  | 094 55368          | Baudenkmal     | Denkmal                   |
| (Karte)                                                                       | Sankt-Michael-Kirche      | Kirche St. Michael Brachstedt                                                                         | 094 55042          | Baudenkmal     | Weitere Bilder            |
| Alte Dessauer Straße (alt: Hallesche Straße) (Karte)                          | Trafoturm Brachstedt      | Transformatorenstation                                                                                | 094 56012          | Baudenkmal     | Trafoturm Brachstedt      |
| Alte Dessauer Straße (alt: Hallesche Straße) 6, 6a, 15, Amtsweg 4, 4a (Karte) | Platz                     | Platz mit Bebauung aus dem 19. Jahrhundert                                                            | 094 55370          | Denkmalbereich | Platz                     |
| Küttener Straße Friedhof (Karte)                                              | Kapelle                   | Schlichte neogotische Friedhofskapelle aus Ziegelmauerwerk mit farbigen Glasfenstern, 19. Jahrhundert | 094 55371          | Baudenkmal     | Kapelle                   |
| Pfarrgasse (Karte)                                                            | Kriegerdenkmal Brachstedt | Kriegerdenkmal 2020 als Denkmal eingetragen                                                           | 094 77146          | Kleindenkmal   | Kriegerdenkmal Brachstedt |
| Pfarrgasse 1 (Karte)                                                          | Pfarrhof                  | Relativ ungestört erhaltenes Pfarrhaus südlich der Kirche, 18. Jahrhundert                            | 094 55366          | Baudenkmal     | Pfarrhof                  |

### Dachritz
| Lage                     | Bezeichnung    | Beschreibung                                                   | Erfassungs- nummer | Ausweisungsart | Bild           |
| ------------------------ | -------------- | -------------------------------------------------------------- | ------------------ | -------------- | -------------- |
| Dachritz 8 (Karte)       | Gehöft Pfeffer | Bauernhof mit Wohnhaus aus dem 18. Jahrhundert und Toreinfahrt | 094 55657          | Baudenkmal     | Gehöft Pfeffer |
| Dachritz 3, 5, 8 (Karte) | Straßenzug     | von historischen Bauernhöfen dominierte Straßenzug             | 094 55511          | Denkmalbereich | Straßenzug     |

### Döckritz
| Lage                       | Bezeichnung | Beschreibung                                | Erfassungs- nummer | Ausweisungsart | Bild           |
| -------------------------- | ----------- | ------------------------------------------- | ------------------ | -------------- | -------------- |
| Döckritzanger 2, 3 (Karte) | Wassermühle | ehemalige Wassermühle mit Wohnhaus von 1851 | 094 55273          | Baudenkmal     | Weitere Bilder |

### Drehlitz
| Lage                                               | Bezeichnung     | Beschreibung                                                      | Erfassungs- nummer | Ausweisungsart | Bild            |
| -------------------------------------------------- | --------------- | ----------------------------------------------------------------- | ------------------ | -------------- | --------------- |
| Friedhof Drehlitz (Karte)                          | Grabmal Janicke | Grabmal des Louis Janicke                                         | 094 55649          | Baudenkmal     | Grabmal Janicke |
| Drehlitzer Dorfplatz (alt: Dorfplatz) 2 (Karte)    | Gutshaus        | Wohnhaus von 1894 mit aufwendig gestalteter Fassade zum Dorfplatz | 094 55265          | Baudenkmal     | Gutshaus        |
| Ostrauer Straße (alt: Petersberger Straße) (Karte) | Kriegerdenkmal  | Kriegerdenkmal                                                    | 094 55648          | Baudenkmal     | Kriegerdenkmal  |

### Drobitz
| Lage                                                | Bezeichnung | Beschreibung | Erfassungs- nummer | Ausweisungsart | Bild           |
| --------------------------------------------------- | ----------- | --- | ------------------ | -------------- | -------------- |
| (Karte)                                             | Kirche      | Saalbau mit Satteldach und Westquerturm unter Pyramidendach, entstanden im 13. Jh., Veränderungen im 16. und 18. Jahrhundert | 094 55479          | Baudenkmal     | Weitere Bilder |
| Amselweg 1, 2, 3, 4, 5, 9, 10, 11 (Karte)           | Straßenzug  | Mit dem Platz der Jugend weitgehend ungestört erhaltenes dörfliches Ensemble mit Gehöften unterschiedlicher Größe | 094 55480          | Denkmalbereich | Straßenzug     |
| Platz der Jugend 2, 3, 4, 5, 6, 7, 8, 9, 10 (Karte) | Platz       | Mit dem Amselweg 1–5, 9–11 weitgehend ungestört erhaltenes dörfliches Ensemble mit Gehöften unterschiedlicher Größe zwischen Dorfteich und Kirche, platzbeherrschend das breitgelagerte repräsentative Gutshaus mit Risalit und Türmchen | 094 55480          | Denkmalbereich | Weitere Bilder |

### Frößnitz
| Lage                                                                       | Bezeichnung      | Beschreibung                                                                   | Erfassungs- nummer | Ausweisungsart | Bild             |
| -------------------------------------------------------------------------- | ---------------- | ------------------------------------------------------------------------------ | ------------------ | -------------- | ---------------- |
| (Karte)                                                                    | Mühle            | Reste einer Bockwindmühle von 1737, im Oktober 1989 zusammengestürzt           | 094 55308          | Baudenkmal     | Mühle            |
| An der L 145 zwischen Frößnitz und Nehlitz, westliche Straßenseite (Karte) | Distanzstein     | Preußischer Rundsockelstein                                                    | 094 56509          | Kleindenkmal   | Distanzstein     |
| Blonsberg, nordöstl. der ehem. Fabrik, im Gebüsch (Karte)                  | Kriegerdenkmal   | 1914–1918. Meinen Freunden.                                                    | 094 97919          | Baudenkmal     | Kriegerdenkmal   |
| Brunnenstraße (alt: Köthener Straße) 2 (Karte)                             | Wohnhaus         | schieferverkleidetes Wohnhaus eines Bauernhofes aus dem frühen 19. Jahrhundert | 094 55309          | Baudenkmal     | Wohnhaus         |
| Köthener Landstraße (alt: Köthener Straße) Friedhof (Karte)                | Friedhofskapelle | Kapelle auf dem Friedhof Frößnitz vom Ende des 19. Jahrhunderts                | 094 55310          | Baudenkmal     | Friedhofskapelle |

### Grube Ferdinande
| Lage                                   | Bezeichnung  | Beschreibung                                  | Erfassungs- nummer | Ausweisungsart | Bild         |
| -------------------------------------- | ------------ | --------------------------------------------- | ------------------ | -------------- | ------------ |
| Bundesstraße B6, Kilometer 251 (Karte) | Distanzstein | Preußischer Ganzmeilenobelisk (0236), um 1800 | 094 55341          | Kleindenkmal   | Distanzstein |

### Gutenberg
| Lage                                                                                          | Bezeichnung                    | Beschreibung | Erfassungs- nummer | Ausweisungsart | Bild                           |
| --------------------------------------------------------------------------------------------- | ------------------------------ | --- | ------------------ | -------------- | ------------------------------ |
| Gutenberger Dorfstraße (Karte)                                                                | Kirche St. Nikolai             | Schlichter Saalbau aus Bruchstein mit Westquerturm aus der 2. Hälfte des 13. Jh., Schiff im 14. Jh. erneuert und im 19. Jh. verändert                                                                         | 094 55469          | Baudenkmal     | Weitere Bilder                 |
| Gutenberger Dorfstraße (alt: Dorfstraße) 14, 15, 16, 18, (24) Südseite des Kirchbergs (Karte) | Straßenzug                     | ortstypischer Straßenzug | 094 55471          | Denkmalbereich | Straßenzug                     |
| Sennewitzer Straße 6 (Karte)                                                                  | Aus dem Leben Friedrich Engels | Relief mit Szenen aus dem Leben von Friedrich Engels von 1975/76 | 094 55470          | Baudenkmal     | Aus dem Leben Friedrich Engels |
| Volkshof 3 (Karte)                                                                            | Gutshof                        | Wohnhaus und Wirtschaftsgebäude, Wohnhaus aus der 2. Hälfte des 19. Jh. ein breitgelagerter Bau mit einem von vier Säulen getragenen Vorbau und Freitreppe, Stall und Scheune aus Ziegelmauerwerk, Taubenturm | 094 55472          | Baudenkmal     | Weitere Bilder                 |
| Volkshof 7 (Karte)                                                                            | Gutshaus                       | | 094 60950          | Baudenkmal     | Gutshaus                       |

### Hohen
| Lage                                                 | Bezeichnung  | Beschreibung                                         | Erfassungs- nummer | Ausweisungsart | Bild         |
| ---------------------------------------------------- | ------------ | ---------------------------------------------------- | ------------------ | -------------- | ------------ |
| Zum Bauernteich (alt: Dorfstraße) 3, 4, 5, 6 (Karte) | Straßenzeile | Straßenzeile mit Bauernhöfen aus dem 19. Jahrhundert | 094 55357          | Denkmalbereich | Straßenzeile |

### Kaltenmark
| Lage                                            | Bezeichnung                         | Beschreibung                                               | Erfassungs- nummer | Ausweisungsart | Bild                                |
| ----------------------------------------------- | ----------------------------------- | ---------------------------------------------------------- | ------------------ | -------------- | ----------------------------------- |
| Hallesche Straße 5 (Karte)                      | Wohnhaus                            | im Kern auf das Barock zurückgehendes Wohnhaus             | 094 55146          | Baudenkmal     | Wohnhaus                            |
| Hallesche Straße 1, 2, 2a, 4, 5, 18, 19 (Karte) | Straßenzug                          | Straßenzug                                                 | 094 55147          | Denkmalbereich | Straßenzug                          |
| Kaltenmarker Anger (alt: Anger) (Karte)         | Denkmal Befreiungskriege Kaltenmark | 1913 errichtetes Denkmal für das Ende des Befreiungskriege | 094 55148          | Baudenkmal     | Denkmal Befreiungskriege Kaltenmark |
| Kaltenmarker Anger (alt: Anger) 16 (Karte)      | Wohnhaus                            | Wohnhaus eines Bauerngehöfts von 1895                      | 094 55149          | Baudenkmal     | Wohnhaus                            |
| Kirchstraße 5 (Karte)                           | Dorfkirche Kaltenmark               | Kirche                                                     | 094 55150          | Baudenkmal     | Weitere Bilder                      |

### Krosigk
| Lage                                                             | Bezeichnung       | Beschreibung                                                                      | Erfassungs- nummer | Ausweisungsart | Bild           |
| ---------------------------------------------------------------- | ----------------- | --------------------------------------------------------------------------------- | ------------------ | -------------- | -------------- |
| (Karte)                                                          | Kirche St. Marien |                                                                                   | 094 55520          | Baudenkmal     | Weitere Bilder |
| (Karte)                                                          | Mühle             |                                                                                   | 094 55194          | Baudenkmal     | Weitere Bilder |
| Am Turm 1, 2, 2a, 3, 4, 5, 6, Nauendorfer Straße 1 (Karte)       | Burg Krosigk      |                                                                                   | 094 55518          | Baudenkmal     | Weitere Bilder |
| Am Ziemer (Karte)                                                | Kriegerdenkmal    | Kriegerdenkmal zur Erinnerung an die Gefallenen des Ersten und Zweiten Weltkriegs | 094 55658          | Baudenkmal     | Kriegerdenkmal |
| Am Ziemer 1 (Karte)                                              | Taubenturm        | Taubenturm von 1729                                                               | 094 55521          | Baudenkmal     | Taubenturm     |
| Fleischergasse 17, 18, Naundorfer Straße 15, 27, 28, 28a (Karte) | Platz             | Platz mit Wohnbebauung aus dem 19. Jahrhundert                                    | 094 55519          | Denkmalbereich | Platz          |

### Kütten
| Lage | Bezeichnung        | Beschreibung | Erfassungs- nummer | Ausweisungsart | Bild               |
| --- | ------------------ | ------------ | ------------------ | -------------- | ------------------ |
| Christian-Reuter-Platz (Karte) | Kirche             |              | 094 55475          | Baudenkmal     | Weitere Bilder     |
| Christian-Reuter-Platz (alt: Platz der Einheit) 3 (Karte) | Wohnhaus           |              | 094 55477          | Baudenkmal     | Wohnhaus           |
| Christian-Reuter-Platz (alt: Platz der Einheit) 6 (Karte) | Gemeindeverwaltung |              | 094 55477          | Baudenkmal     | Gemeindeverwaltung |
| Christian-ReuterPlatz (alt: Platz der Einheit) 1, 3, 4, 5, 7, Im Küttener Winkel 6, Schelmuffsky-Straße (alt: Lange Straße) 1, 1a, 2, 7, 12, 13, 14, 15 (Karte) | Platz              |              | 094 55476          | Denkmalbereich | Platz              |
| Küttener Winkel (alt: Im Winkel) 1, 2, 3, 4, 5, 6, 7 (Karte) | Platz              |              | 094 55478          | Denkmalbereich | Platz              |
| Schelmuffsky-Straße (alt: Lange Straße) 3 (alt: 3, neu 6?) (Karte)                                                                                              | Wohnhaus           |              | 094 55567          | Baudenkmal     | Wohnhaus           |

### Merkewitz
| Lage                          | Bezeichnung | Beschreibung | Erfassungs- nummer | Ausweisungsart | Bild           |
| ----------------------------- | ----------- | ------------ | ------------------ | -------------- | -------------- |
| (Karte)                       | Mühle       |              | 094 55359          | Baudenkmal     | Mühle          |
| Im Merkewitzer Winkel (Karte) | Kirche      |              | 094 55510          | Baudenkmal     | Weitere Bilder |

### Morl
| Lage                                                                         | Bezeichnung                                         | Beschreibung                                                             | Erfassungs- nummer | Ausweisungsart | Bild                                                |
| ---------------------------------------------------------------------------- | --------------------------------------------------- | ------------------------------------------------------------------------ | ------------------ | -------------- | --------------------------------------------------- |
| auf dem Schulberg am Ostrand des Dorfes (Karte)                              | Kirche St. Georg                                    | Kirche, Friedhof und Kriegerdenkmal, erstes Viertel des 13. Jahrhunderts | 094 55488          | Baudenkmal     | Weitere Bilder                                      |
| Morler Dorfstraße (alt: Dorfstraße) 15,16, Schulberg 7, 8, 9, 10, 13 (Karte) | Morler Dorfstraße 15, 16, Schulberg 7, 8, 9, 10, 13 | Ortskern mit Bebauung aus der Zeit des 19. Jahrhunderts                  | 094 55489          | Denkmalbereich | Morler Dorfstraße 15, 16, Schulberg 7, 8, 9, 10, 13 |

### Mösthinsdorf
| Lage                  | Bezeichnung | Beschreibung                                           | Erfassungs- nummer | Ausweisungsart | Bild     |
| --------------------- | ----------- | ------------------------------------------------------ | ------------------ | -------------- | -------- |
| Kirchplatz (Karte)    | Kirche      | Rast- und Konzertkirche St. Georg                      | 094 55264          | Baudenkmal     | Kirche   |
| Engelsplatz 6 (Karte) | Wohnhaus    | repräsentatives Wohnhaus vom Ende des 19. Jahrhunderts | 094 55347          | Baudenkmal     | Wohnhaus |

### Nehlitz
| Lage                                                                  | Bezeichnung | Beschreibung | Erfassungs- nummer | Ausweisungsart | Bild  |
| --------------------------------------------------------------------- | ----------- | ------------ | ------------------ | -------------- | ----- |
| Götschetal, zwischen Gasthof Rotes Haus und Ortslage Dachritz (Karte) | Mühle       | Fuchsmühle   | 094 60948          | Baudenkmal     | Mühle |

### Ostrau
| Lage | Bezeichnung      | Beschreibung | Erfassungs- nummer | Ausweisungsart | Bild           |
| --- | ---------------- | ------------ | ------------------ | -------------- | -------------- |
| Am Ostrauer Park (alt: Leninplatz) 22, 23 (alt: 14) (Karte) | Wohnhaus         |              | 094 55286          | Baudenkmal     | Wohnhaus       |
| Am Ostrauer Park (alt: Leninplatz) 7, 8, 9, 10, 11, 17, 18, 19, 20, 21, 22, 23 (alt: 1, 2, 3, 4, 5, 9, 10, 11, 12, 13, 14), Am Ostrauer Park (alt: Rosa-Luxemburg-Straße) 1, 2, 3, 4, 6 (alt: 7, 8, 9, 10, 11), Schlossstraße (alt: Rosa-Luxemburg-Straße) 8, 11 (alt:6, 12) (Karte) | Ortskern         |              | 094 55287          | Denkmalbereich | Ortskern       |
| Karl-Marx-Straße (Karte) | Kirche St. Georg |              | 094 55292          | Baudenkmal     | Weitere Bilder |
| Karl-Marx-Straße 89 (Karte) | Pfarrhaus        |              | 094 77103          | Baudenkmal     | Pfarrhaus      |
| Schlossstraße (alt: Rosa-Luxemburg-Straße) 11 (alt: 12, 13, 14, 14a, 15, 16, 17, 17a) (Karte) | Schloss          |              | 094 55291          | Baudenkmal     | Weitere Bilder |

### Sennewitz
| Lage | Bezeichnung        | Beschreibung | Erfassungs- nummer | Ausweisungsart | Bild           |
| --- | ------------------ | ------------ | ------------------ | -------------- | -------------- |
| (Karte) | Kirche St. Nikolai |              | 094 55029          | Baudenkmal     | Weitere Bilder |
| Im alten Dorf (alt: Dorfstraße) 1, 2, 3, 4, 5, 5a, 6, 7, 8, 9, 10, Sennewitzer Dorfplatz (alt: Ernst-Thälmann-Platz) 1, 3 (Karte) | Straßenzug         |              | 094 55141          | Denkmalbereich | Straßenzug     |

### Sylbitz
| Lage                                            | Bezeichnung                      | Beschreibung                                                     | Erfassungs- nummer | Ausweisungsart | Bild                             |
| ----------------------------------------------- | -------------------------------- | ---------------------------------------------------------------- | ------------------ | -------------- | -------------------------------- |
| An der Eiche 1, 2, 3, 4, 5, 6, 7, 9, 10 (Karte) | Platz An der Eiche 1–7, 9, 10    | typischer Dorfplatz mit Gebäuden aus dem 18. und 19. Jahrhundert | 094 55509          | Denkmalbereich | Platz An der Eiche 1–7, 9, 10    |
| Zum Kirschberg 2, 3 (Karte)                     | Häusergruppe Zum Kirschberg 2, 3 | Häusergruppe aus Pfarrhaus und ehemaliger Schule                 | 094 55507          | Denkmalbereich | Häusergruppe Zum Kirschberg 2, 3 |
| Zum Kirschberg 4 (Karte)                        | Chorturmkirche                   | Kirche                                                           | 094 55508          | Baudenkmal     | Chorturmkirche                   |

### Teicha
| Lage | Bezeichnung         | Beschreibung | Erfassungs- nummer | Ausweisungsart | Bild           |
| --- | ------------------- | ------------ | ------------------ | -------------- | -------------- |
| Zum Kirchberg (Karte) | Kirche St. Mauritii |              | 094 55474          | Baudenkmal     | Weitere Bilder |
| August-Bebel-Straße 1, 2, 3, 4, 5, Schulstraße 2, 3, 4, 5, Zum Kirschberg (alt: Dorfplatz) 1, 2, 3, 4, 5, 9, 10a, 11, 19 (Karte) | Platz               |              | 094 55473          | Denkmalbereich | Platz          |
| Dorfstraße 19 (Karte) | Pfarrhof            |              | 094 76875          | Baudenkmal     | Pfarrhof       |

### Trebitz
| Lage               | Bezeichnung      | Beschreibung                                   | Erfassungs- nummer | Ausweisungsart | Bild           |
| ------------------ | ---------------- | ---------------------------------------------- | ------------------ | -------------- | -------------- |
| Götscheweg (Karte) | Friedhof Trebitz | Friedhof mit Grabmalen aus dem 19. Jahrhundert | 094 55512          | Baudenkmal     | Weitere Bilder |

### Wallwitz
| Lage                                  | Bezeichnung                                     | Beschreibung | Erfassungs- nummer | Ausweisungsart | Bild                                            |
| ------------------------------------- | ----------------------------------------------- | ------------ | ------------------ | -------------- | ----------------------------------------------- |
| Götschetalstraße (Karte)              | Kirche                                          |              | 094 55502          | Baudenkmal     | Weitere Bilder                                  |
| Götschetalstraße 15 (Karte)           | Villa (Verwaltungsgebäude der Einheitsgemeinde) |              | 094 55504          | Baudenkmal     | Villa (Verwaltungsgebäude der Einheitsgemeinde) |
| Götschetalstraße 36 (Karte)           | Schule                                          |              | 094 55506          | Baudenkmal     | Schule                                          |
| Wiesenweg 4 (Karte)                   | Villa                                           |              | 094 55505          | Baudenkmal     | Villa                                           |
| Zum Denkmal (alt: Dorfstraße) (Karte) | Kriegerdenkmal                                  |              | 094 55503          | Baudenkmal     | Kriegerdenkmal                                  |

### Werderthau
| Lage | Bezeichnung             | Beschreibung | Erfassungs- nummer | Ausweisungsart | Bild                    |
| --- | ----------------------- | --- | ------------------ | -------------- | ----------------------- |
| (Karte) | Dorfkirche Werderthau   | Kirche evangelische Kirche von 1696, Kirchenschiff seit 1998 ohne Dach                                                           | 094 55288          | Baudenkmal     | Weitere Bilder          |
| Werderthauer Dorfstraße (alt: Dorfstraße) 1, 1a, (2), 24, Wilhelm-Pieck-Platz 1, 2, 3, 4, 5, 6, 7, 8, 9, 10, 11, 12 (Karte) | Ortskern von Werderthau | Ortskern Platz mit lockerer Bebauung aus dem 19. Jahrhundert, im Denkmalbereich befindet sich auch das Kriegerdenkmal Werderthau | 094 55290          | Denkmalbereich | Ortskern von Werderthau |
| Wilhelm-Pieck-Platz 7 (Karte)                                                                                               | Wohnhaus                | Wohnhaus | 094 55289          | Baudenkmal     | Wohnhaus                |

### Westewitz
| Lage                    | Bezeichnung | Beschreibung | Erfassungs- nummer | Ausweisungsart | Bild     |
| ----------------------- | ----------- | ------------ | ------------------ | -------------- | -------- |
| Nehlitzer Weg 4 (Karte) | Wohnhaus    |              | 094 55513          | Baudenkmal     | Wohnhaus |

### Wurp
| Lage    | Bezeichnung | Beschreibung  | Erfassungs- nummer | Ausweisungsart | Bild  |
| ------- | ----------- | ------------- | ------------------ | -------------- | ----- |
| (Karte) | Mühle       | Bockwindmühle | 094 55043          | Baudenkmal     | Mühle |

## Ehemalige Kulturdenkmale nach Ortsteilen
Die nachfolgenden Objekte waren ursprünglich ebenfalls denkmalgeschützt oder wurden in der Literatur als Kulturdenkmale geführt. Die Denkmale bestehen heute jedoch nicht mehr, ihre Unterschutzstellung wurde aufgehoben oder sie werden nicht mehr als Denkmale betrachtet.

### Grube Ferdinande
| Lage                                                            | Bezeichnung  | Beschreibung | Erfassungs- nummer | Ausweisungsart | Bild         |
| --------------------------------------------------------------- | ------------ | ------------ | ------------------ | -------------- | ------------ |
| Bundesstraße B6 12, 13 Bundesstraße 6, Grube Ferdinande (Karte) | Chausseehaus |              | 094 97858          | Baudenkmal     | Chausseehaus |

### Krosigk
| Lage                        | Bezeichnung | Beschreibung | Erfassungs- nummer | Ausweisungsart | Bild           |
| --------------------------- | ----------- | ------------ | ------------------ | -------------- | -------------- |
| Wassermühle 1, 2, 3 (Karte) | Mühle       |              | 094 55522          | Baudenkmal     | Weitere Bilder |

### Trebitz
| Lage                         | Bezeichnung                   | Beschreibung | Erfassungs- nummer | Ausweisungsart | Bild |
| ---------------------------- | ----------------------------- | --- | ------------------ | -------------- | ---- |
| Dorfplatz 2, 3, 4, 6 (Karte) | Häusergruppe Dorfplatz 2–4, 6 | Häusergruppe aus dem frühen 19. Jahrhundert, 2020 nach Abriss nur noch geringe Mauerreste erhalten, 2020 im Denkmalinformationssystem nicht mehr verzeichnet | 094 56009          | Denkmalbereich | BW   |

## Legende
In den Spalten befinden sich folgende Informationen:
- Lage: Nennt den Straßennamen und wenn vorhanden die Hausnummer des Kulturdenkmals. Die Grundsortierung der Liste erfolgt nach dieser Adresse. Der Link „Karte“ führt zu verschiedenen Kartendarstellungen und nennt die geographischen Koordinaten.
Link zu einem Kartenansichtstool, um Koordinaten zu setzen. In der Kartenansicht sind Baudenkmale ohne Koordinaten mit einem roten bzw. orangen Marker dargestellt und können in der Karte gesetzt werden. Baudenkmale ohne Bild sind mit einem blauen bzw. roten Marker gekennzeichnet, Baudenkmale mit Bild mit einem grünen bzw. orangen Marker.
- Offizielle Bezeichnung: Nennt den Namen, die Bezeichnung oder zumindest die Art des Kulturdenkmals und verlinkt, soweit vorhanden, auf den Artikel zum Objekt.
- Beschreibung: Nennt bauliche und geschichtliche Einzelheiten des Kulturdenkmals, vorzugsweise die Denkmaleigenschaften.
- Erfassungsnummer: Für jedes Kulturdenkmal wird in Sachsen-Anhalt eine 20stellige Erfassungsnummer vergeben. Die letzten zwölf Ziffern werden für die Untergliederung nach Teilobjekten genutzt und werden nur angegeben, soweit vergeben. In dieser Spalte kann sich folgendes Icon  befinden, dies führt zu Angaben zu diesem Baudenkmal bei Wikidata.
- Ausweisungsart: Die Einordnung des Denkmales nach § 2 Abs. 2 DenkmSchG LSA
- Bild: Ein Bild des Denkmales, und gegebenenfalls einen Link zu weiteren Fotos des Kulturdenkmals im Medienarchiv Wikimedia Commons. Wenn man auf das Kamerasymbol klickt, können Fotos zu Kulturdenkmalen aus dieser Liste hochgeladen werden: